# Hôtel Le Lotti
 (avril 2011).
Si vous disposez d'ouvrages ou d'articles de référence ou si vous connaissez des sites web de qualité traitant du thème abordé ici, merci de compléter l'article en donnant les références utiles à sa vérifiabilité et en les liant à la section « Notes et références ».
L’hôtel Le Lotti était un hôtel de luxe situé au 7 rue de Castiglione, dans le 1er arrondissement de Paris, entre la place Vendôme et le jardin des Tuileries. Créé en 1910, il appartient aujourd'hui à l'entrepreneur Jean-Louis Costes et est intégré à l'hôtel Costes, dont il est également propriétaire.

## Histoire

### Création

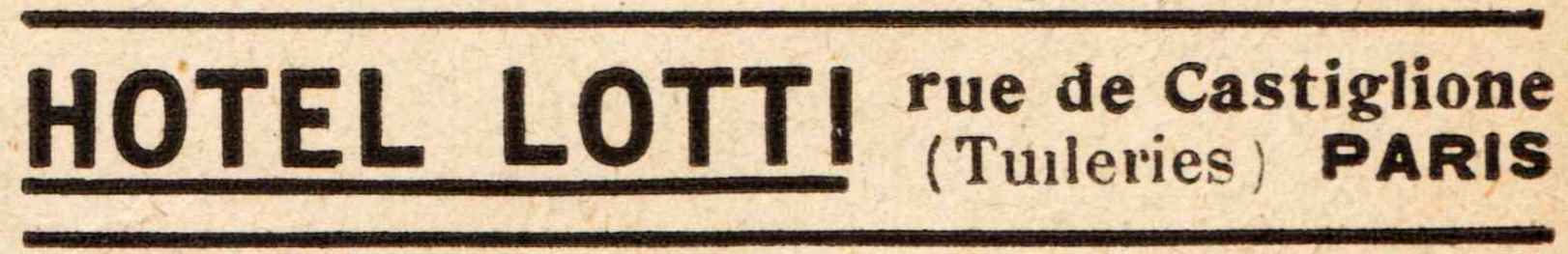
Publicité pour l'hôtel en 1918.

L'hôtel Lotti se situe à l’emplacement de l’ancien couvent des Jacobins, qui s’étendait de la rue Saint-Honoré au jardin des Tuileries. Il était séparé du couvent des Feuillants par un étroit passage, qui devait devenir sous l’Empire la rue Castiglione.  
Au début du XXe siècle, Monsieur Lotti, maître d’hôtel au Continental (devenu l’hôtel Westin) servait fréquemment le duc de Westminster. Ce dernier lui conseilla d’ouvrir un hôtel non loin de là, plus intime mais tout aussi luxueux ; il avança le capital nécessaire. Monsieur Lotti ouvrit l’hôtel avec 123 chambres en 1910. Succès immédiat, l’hôtel fut surnommé « le plus petit des grands hôtels parisiens »[réf. nécessaire]. Grâce au duc de Westminster, le Lotti fut connu par une grande partie de la bourgeoisie et de l’aristocratie de l’époque.

### Hôtel
Il est acheté en 1984 par la chaîne hôtelière italienne Jolly Hotels, qui procède à une réhabilitation des lieux en 1985-1986 réalisée par l'architecte italien Carlo Maria Natale. La capacité est portée à 159 chambres à la suite du rachat d'un immeuble rue du Mont-Thabor. En 2007, Jolly Hotels cède le bâtiment à la société espagnole NH Hoteles, qui le renomme NH Jolly Lotti.
En 2014, Le Lotti est racheté par Jean-Louis Costes, propriétaire de l'hôtel Costes situé à quelques mètres. Aujourd'hui, l'hôtel Costes englobe l’ancien hôtel Lotti, rue de Castiglione, ainsi qu’un hôtel plus récent, situé rue du Mont-Thabor.
Il a accueilli la princesse Aga Khan, le prince Albert, la princesse Paola de Belgique, des hommes politiques : Winston Churchill, Robert Kennedy, Richard Nixon, les artistes Paul McCartney, Hergé, Michèle Morgan, Jean-Claude Brialy, Paul Newman, Jane Fonda, David Niven, Kirk Douglas, Jane Birkin et Carla Bruni.
L'hôtel Lotti apparaît dans le roman de Patrick Modiano Quartier perdu, publié en 1985. C'est là que descend le personnage narrateur du récit, un auteur de romans policiers du nom d'Ambrose Guise, 20 ans après avoir quitté la capitale (et sa véritable identité) pour des raisons qui ne seront dévoilées qu'à la fin du roman.